# Mafinga (miasto)
Mafinga – miasto w środkowo-południowej Tanzanii, w regionie Iringa. Według danych na rok 2012 liczyło 51 902 mieszkańców.